# Omocrates hessei
Omocrates hessei är en skalbaggsart som beskrevs av Schein 1958. Omocrates hessei ingår i släktet Omocrates och familjen Melolonthidae. Inga underarter finns listade i Catalogue of Life.